# Морски свинчета
Морските свинчета (Cavia) са род гризачи към подсемейство Свинчета. Включва девет вида, сред които и известното днес като домашен любимец морско свинче. Той е и най-известният вид, който в части от Южна Америка се отглежда за месо.

## Таксономични противоречия
Макар че Cavia са класифицирани към разред гризачи, известна част от учените вярват, че заедно с целия инфраразред Бодливосвинчеви (Hystricognathi) всъщност представляват отделна издънка на бозайниците различна от гризачите. В такъв случай развитието на сходни белези с тези на гризачите би представлявало пример за конвергентна еволюция. Според други учени тази хипотеза е неправилна. Днес тези противоречия са интересни от исторически аспект защото генетичните изследвания на представителите на рода твърдо сочат, че те са същински гризачи.

## Видове
- Cavia anolaimae – разпространен в Колумбия
- Cavia aperea – разпространен източно от Андите
- Cavia fulgida – разпространен в източна Бразилия
- Cavia guianae – разпространен във Венецуела, Гвиана, Бразилия
- Cavia intermedia – описан едва през 1999 година. Разпространен е на архипелага Молекес-ду-Сул, площ 10,5 хектара, в южнобразилския щат Санта Катарина
- Cavia magna – разпространен в Уругвай и югоизточна Бразилия
- Cavia nana – е бил смятан за подвид на C. tschudii
- Cavia porcellus – одомашнено морско свинче. Не е известен див предшественик
- Cavia tschudii – разпространено е в планинските части от южно Перу до северно Чили и северозападна Аржентина